# Sydney Cricket Ground
Sydney Cricket Ground, også kaldet SCG, er et idrætsanlæg i Sydney, New South Wales, Australien. Det er beliggende tæt på centrum i forstaden Moore Park. Der er i dag plads til 48.000 siddende tilskuere, men tilskuerrekorden er 78.056 til en rugby league kamp 18. september 1965.
Det er hjemmebane i dag for New South Wales cricket team, Sydney Sixers (herrehold i den professionelle cricketliga Big Bash League og et damehold i Women's Big Bash League) og Sydney Swans i Australian Football League. Anlægget bruges også regelmæssigt til internationale cricketkampe. 